# Henryk Lisowski (fotograf)
Henryk Lisowski (ur. 1905, zm. 2 marca 1977 w Warszawie) – polski artysta fotoreporter, fotografik.

## Życiorys
Syn Mieczysława. Debiutował po 1945, autor zdjęć Warszawy, które realizował próbując wprowadzić styl "straight photography". Zasiadał w Komisji Artystycznej i Komitetu Redakcyjnego Związku Polskich Artystów Fotografików, w pierwszej połowie lat 60. XX wieku wschodził w skład komisji, która decydowała o doborze prac publikowanych na łamach almanachów fotograficznych. Henryk Lisowski był autorem zdjęć i opracowania graficznego albumów: Żelazowa Wola (1955), Zieleń Warszawy (1956) i Warszawa (1958; opublikowanego również w języku niemieckim). Jego prace były publikowane na łamach „Fotografii”, w 1959 miała miejsce indywidualna wystawa w Kordegardzie pt. „Włoskie impresje”. Od 1951 członek ZPAF.
11 lipca 1955 „w 10 rocznicę Polski Ludowej za zasługi w dziedzinie kultury i sztuki” został odznaczony Srebrnym Krzyżem Zasługi.